# Egmont (Beethoven)

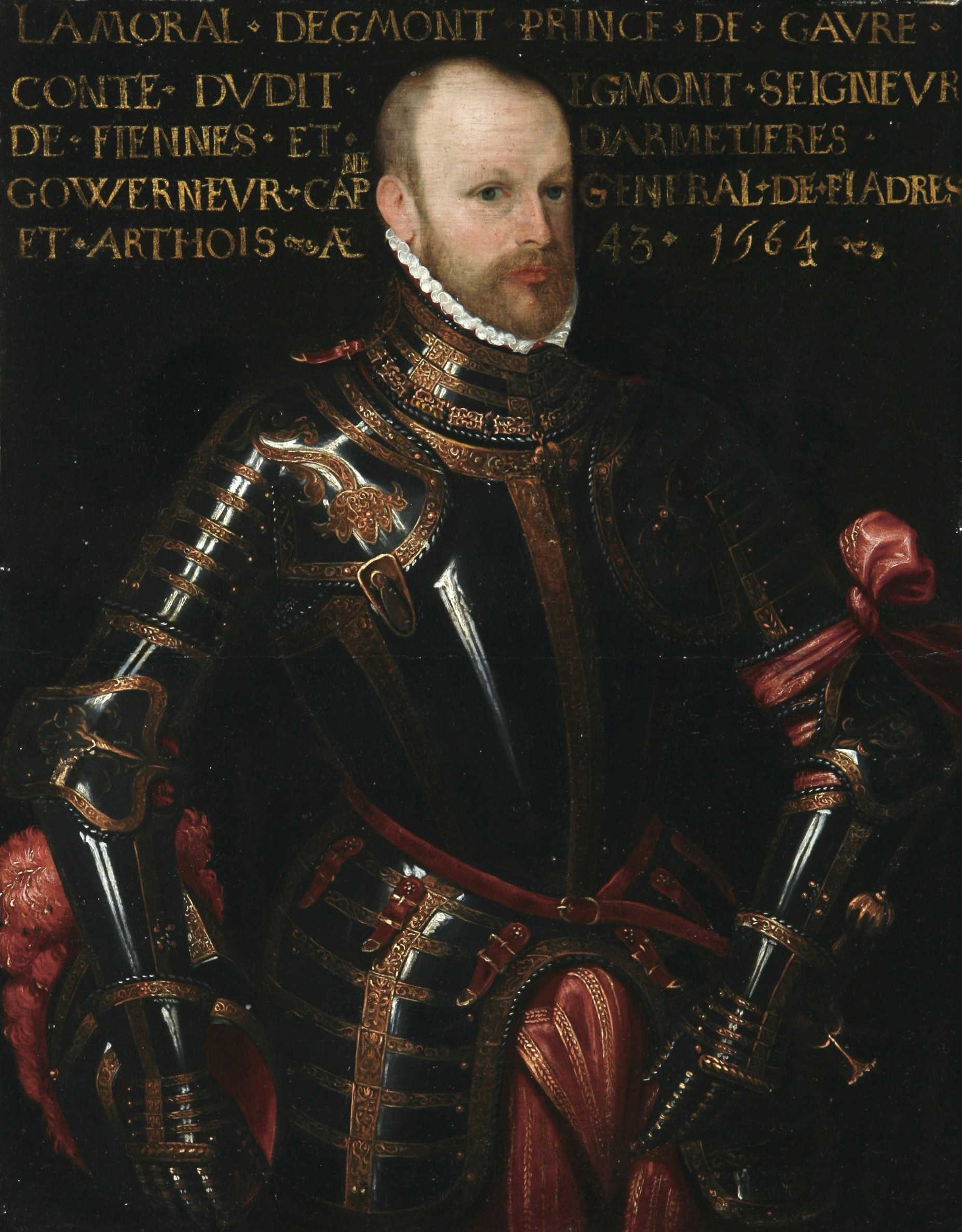
Graaf van Egmont

Egmont, opus 84, van Ludwig van Beethoven is een samenstelling van individuele muziekstukken voor het treurspel Egmont, geschreven door Johann Wolfgang von Goethe in 1787.
Het bestaat uit een ouverture gevolgd door negen stukken voor sopraan, mannelijke verteller, en een volledig symfonieorkest. De mannelijke verteller is optioneel, hij heeft geen rol in het treurspel en hij komt niet voor in alle opnames van de volledige toneelmuziek. Beethoven schreef het stuk tussen oktober 1809 en juni 1810 en het ging in première op 15 juni 1810.

## Onderwerp
Het onderwerp van de muziek en het dramatische verhaal is het leven en de heldenmoed van een 16e-eeuwse Nederlandse edelman, de graaf Lamoraal van Egmont (1522 - 1568). Het werk werd gecomponeerd tijdens de napoleontische oorlogen, op het moment dat het Franse rijk zijn dominantie over het grootste deel van Europa had uitgebreid. In de muziek voor Egmont sprak Beethoven zijn eigen politieke zorgen uit door de verheerlijking van het heroïsche offer van de graaf van Egmont. Deze werd ter dood veroordeeld voor het innemen van een dappere stelling tegen onderdrukking. De ouverture werd later een niet officieel volkslied van de Hongaarse opstand in 1956.

## Ontvangst
De muziek werd begroet met lovende complimenten, met name door E.T.A. Hoffmann voor zijn poëzie. Goethe zelf verklaarde dat Beethoven zijn bedoelingen had uitgedrukt met "een opmerkelijk genie".
De ouverture, krachtig en expressief is een van de laatste werken van de middelste periode van Beethoven; deze is even beroemd geworden als de Coriolanus Ouverture en is geschreven in een vergelijkbare stijl als de vijfde symfonie, die twee jaar eerder was voltooid.

## Overzicht van de delen
De muziek bevat de volgende delen, waarvan de ouverture, de liederen Die Trommel gerühret, Freudvoll und Leidvoll en de Dood van Klärchen de bekendste zijn:
1. Ouverture: Sostenuto, ma non troppo - Allegro
2. Lied: "Die Trommel gerühret"
3. Entracte: Andante
4. Entracte: Larghetto
5. Lied: "Freudvoll und Leidvoll"
6. Entracte: Allegro - Marcia
7. Entracte: Poco sostenuto e risoluto
8. Dood van  Klärchen
9. Melodrama: "Süßer Schlaf"
10. Siegessymphonie (symphony van de overwinning): Allegro con brio